# Vanderbilt (Texas)
Vanderbilt é uma Região censo-designada localizada no estado norte-americano de Texas, no Condado de Jackson.

## Demografia
Segundo o censo norte-americano de 2000, a sua população era de 411 habitantes.

## Geografia
De acordo com o United States Census Bureau tem uma área de
4,9 km², dos quais 4,9 km² cobertos por terra e 0,0 km² cobertos por água.

## Localidades na vizinhança
O diagrama seguinte representa as localidades num raio de 20 km ao redor de Vanderbilt.